# Embalse de La Sarra
El embalse de La Sarra es un embalse del río Aguas Limpias  situado en el municipio aragonés de Sallent de Gállego. A una altitud de 1.438 metros, se encuentra a los pies de la peña Foratata (2.341 m) y del pico Musales (2.654 m).
Desde Sallent se llega a La Sarra por el camino señalizado como GR 11. 

## Toponimia
Debe su nombre a la construcción en el paraje de un antiguo aserradero.

## Historia
Originalmente era un ibón, lago glaciar típico del Pirineo, que recoge el agua que vierte desde el macizo de Balaitús.
El embalse fue parte de la ampliación de capacidad de generación en el Pirineo central, tras los problemas de desabastecimiento eléctrico que habían plagado la posguerra y los comienzos de la década de los cuarenta. La creación de UNESA en 1944 había motivado la interconexión de redes en la zona y EIASA, compañía eléctrica y química dominante en Sabiñánigo, planteaba una nueva central en Sallent alimentada por dos nuevos embalses en Escarra y La Sarra. Con ellos, EIASA esperaba duplicar su producción anual.
El ibón de La Sarra fue entonces reconvertido en embalse que recogiera la salida de un salto desde el proyectado Respomuso. Desde La Sarra había otro salto de 165 m hasta la central de Sallent, donde el caudal iba a alimentar dos grupos gemelos de 7,1 MVA cada uno. Las obras del embalse fueron iniciadas en julio de 1946 por EIASA sobre un proyecto del ingeniero Manuel Zabala Mendía. Las obras fueron encargadas a la empresa Obras y Construcciones Industriales (Ocisa). La presa de La Sarra y los dos grupos asociados en Sallent estuvieron en servicio en 1952.
Mientras, se fue construyendo una nueva línea eléctrica de 132 kV que conectara Sallent con Perarrúa y Sabiñánigo y permitiera así que la nueva planta eléctrica quedara conectada tanto con los focos de consumo vasco, zaragozano y catalán como con el sistema eléctrico francés. En 1956 se culminaron los trabajos eléctricos en la zona con una nueva subestación en Sallent.
La titularidad de la presa pasó a Eléctricas Reunidas de Zaragoza, filial de Endesa, al ser adquirida EASA (sucesora de EIASA tras separarse el negocio químico del eléctrico) por esta. Posteriormente, con la adquisición de Endesa por Enel y Acciona, los activos hidroeléctricos de Endesa fueron transferidos a la segunda.